# Listerfehrda
Listerfehrda is een plaats en voormalige gemeente in de Duitse deelstaat Saksen-Anhalt en maakt deel uit van de gemeente Zahna-Elster in de Landkreis Wittenberg.
Listerfehrda telt 341 inwoners.